# گابرلوشچزنا
گابرلوشچزنا (به لهستانی:  Gabrylewszczyzna) یک روستا در لهستان است که در گمینا یانوو (استان پودلاسکی) واقع شده‌است.